# ننو ترزیسکی
ننو ترزیسکی (بلغاری: Нено Стоянов Терзийски؛ زادهٔ ۲۳ مارس ۱۹۶۴) وزنه‌بردار اهل بلغارستان بود.
وی در مسابقات کشوری و بین‌المللی در مجموع برندهٔ ۱۰ مدال طلا، ۲ مدال نقره شده‌است.